# Städjan
Der Städjan ist ein Berg in der schwedischen Gemeinde Älvdalen im Norden von Dalarna. Er ist der fünfthöchste Berg der Provinz Dalarnas län. Der Städjan unterscheidet sich von anderen Bergen in der Region durch seine steile Gipfelkrone, die sich aus einer eher typischen Mittelgebirgslandschaft erhebt. Die Gipfelkrone erstreckt sich in Nord-Süd-Richtung und weist eine maximale Höhe von 1131 m auf.
Der Städjan bildet zusammen mit dem angrenzenden Nipfjället das Naturschutzgebiet Städjan-Nipfjället. Der Nipfjället erreicht im Mulen (1191 m), dem dritthöchsten Berg der Provinz Dalarnas län, seine höchste Höhe. Das Gebiet um den Städjan und der gesamte nordwestliche Teil der Gemeinde Älvdalen ist Sommerweide für die Rentierherden in Idre.